# Brasema longicauda
Brasema longicauda är en stekelart som beskrevs av Gibson 1995. Brasema longicauda ingår i släktet Brasema och familjen hoppglanssteklar. Inga underarter finns listade.